# Младенськ
Младенськ (рос. Младенск) — присілок в Жиздринському районі Калузької області Російської Федерації.
Населення становить 270 осіб. Входить до складу муніципального утворення Присілок Младенськ.

## Історія
Від 2004 року входить до складу муніципального утворення Присілок Младенськ

## Населення
| 2002 | 2010 |
| ---- | ---- |
| 304  | ↘270 |